# Atarba voracis
Atarba voracis är en tvåvingeart som beskrevs av Alexander 1948. Atarba voracis ingår i släktet Atarba och familjen småharkrankar.
Artens utbredningsområde är Peru. Inga underarter finns listade i Catalogue of Life.